# フェアリーキング
フェアリーキング（Fairy King）はアイルランドの種牡馬。1982年生誕。現役時代は1勝も出来なかったが、大種牡馬として知られるサドラーズウェルズの全弟という血統を評価され、引退後種牡馬入り。兄ほどではないものの優秀な成績を残し、エリシオ、ファルブラヴ、セカンドエンパイア、オースなどを輩出した。産駒の多くは優れたスピードと瞬発力を兼ね備えており、短距離からマイルまでを得意とする。この点においては、豊富なスタミナを持つ名ステイヤーを多く輩出した兄とは対照的である。距離が伸びるとスタミナ面で一歩譲る点もあったが、エリシオ、ファルブラヴなど上級産駒からはある程度の距離をこなす産駒も出ている。蹄葉炎のため1999年死亡（安楽死）。
日本ではシンコウキングが高松宮杯を勝ったほか、前述のファルブラヴがジャパンカップを制している。

## その他・エピソード
- 1990年代初頭、全弟にあたるTate Galleryが日本への輸入が決定したことがある。しかし空輸中のアクシデントで急死してしまい、生きて日本の地を踏むことはなかった。
- 2000年の安田記念を勝ったフェアリーキングプローンはフェアリーキング産駒ではなく、デインヒルの産駒であり、血統内にフェアリーキングの名前はない。

## 主な産駒
- 1987年生
  - Pharaoh's Delight（1989年フェニックスステークス）
- 1991年生
  - Turtle Island（1993年フェニックスステークス、1994年アイリッシュ2000ギニー）
  - Fairy Heights（1993年フィリーズマイル）
  - Ya Malak（1997年ナンソープステークス）
  - シンコウキング（1997年高松宮杯）
- 1992年生
  - Prince Arthur（1995年パリオーリ賞）
- 1993年生
  - エリシオ（1996年リュパン賞、サンクルー大賞、凱旋門賞、1997年ガネー賞、サンクルー大賞）
  - Encosta de Lago（1996年ヴィックヘルスカップ）
- 1994年生
  - Revoque（1996年サラマンドル賞、フランスグランクリテリウム）
- 1995年生
  - Princely Heir（1997年フェニックスステークス）
  - Second Empire（1997年フランスグランクリテリウム）
  - Victory Note（1998年プール・デッセ・デ・プーラン）
- 1996年生
  - オース（1999年ダービーステークス）
- 1998年生
  - ファルブラヴ（2002年共和国大統領賞、ミラノ大賞典、ジャパンカップ、2003年イスパーン賞、エクリプスステークス、インターナショナルステークス、クイーンエリザベス2世ステークス、香港カップ）
  - Beckett（2000年ナショナルステークス）

## ブルードメアサイアーとしての主な産駒
- スズカフェニックス（2007年高松宮記念）
- Kingdom of Fife（2011年クイーンエリザベスステークス）

## 血統表
| フェアリーキングの血統（ノーザンダンサー系／Hyperion4×5=9.34%） | フェアリーキングの血統（ノーザンダンサー系／Hyperion4×5=9.34%） | フェアリーキングの血統（ノーザンダンサー系／Hyperion4×5=9.34%） | （血統表の出典）    | （血統表の出典） |
| 父 Northern Dancer 1961 鹿毛                                    | 父の父Nearctic 1954 黒鹿毛                                      | Nearco                                                          | Pharos              | Pharos           |
| 父 Northern Dancer 1961 鹿毛                                    | 父の父Nearctic 1954 黒鹿毛                                      | Nearco                                                          | Nogara              |                  |
| 父 Northern Dancer 1961 鹿毛                                    | 父の父Nearctic 1954 黒鹿毛                                      | Lady Angela                                                     | Hyperion            | Hyperion         |
| 父 Northern Dancer 1961 鹿毛                                    | 父の父Nearctic 1954 黒鹿毛                                      | Lady Angela                                                     | Sister Sarah        |                  |
| 父 Northern Dancer 1961 鹿毛                                    | 父の母Natalma 1957 鹿毛                                         | Native Dancer                                                   | Polynesian          | Polynesian       |
| 父 Northern Dancer 1961 鹿毛                                    | 父の母Natalma 1957 鹿毛                                         | Native Dancer                                                   | Geisha              |                  |
| 父 Northern Dancer 1961 鹿毛                                    | 父の母Natalma 1957 鹿毛                                         | Almahmoud                                                       | Mahmoud             | Mahmoud          |
| 父 Northern Dancer 1961 鹿毛                                    | 父の母Natalma 1957 鹿毛                                         | Almahmoud                                                       | Arbirator           |                  |
| 母 Fairy Bridge 1975 鹿毛                                       | 母の父Bold Reason 1968 鹿毛                                     | Hail to Reason                                                  | Turn-to             | Turn-to          |
| 母 Fairy Bridge 1975 鹿毛                                       | 母の父Bold Reason 1968 鹿毛                                     | Hail to Reason                                                  | Nothirdchance       |                  |
| 母 Fairy Bridge 1975 鹿毛                                       | 母の父Bold Reason 1968 鹿毛                                     | Lalun                                                           | Djeddah             | Djeddah          |
| 母 Fairy Bridge 1975 鹿毛                                       | 母の父Bold Reason 1968 鹿毛                                     | Lalun                                                           | Be Faithful         |                  |
| 母 Fairy Bridge 1975 鹿毛                                       | 母の母Special 1969 鹿毛                                         | Forli                                                           | Aristophanes        | Aristophanes     |
| 母 Fairy Bridge 1975 鹿毛                                       | 母の母Special 1969 鹿毛                                         | Forli                                                           | Trevisa             |                  |
| 母 Fairy Bridge 1975 鹿毛                                       | 母の母Special 1969 鹿毛                                         | Thong                                                           | Nantallah           | Nantallah        |
| 母 Fairy Bridge 1975 鹿毛                                       | 母の母Special 1969 鹿毛                                         | Thong                                                           | Rough Shod F-No.5-H |                  |

兄のサドラーズウェルズをはじめ、近親にはヌレイエフ、ジェイドロバリー、キングペリノア、サッチ、エルコンドルパサーなど世界的名馬が名を連ねる名門出身である。